# Muldestausee (község)
Muldestausee település Németországban, azon belül Szász-Anhalt tartományban. Lakosainak száma 11 581 fő (2023. december 31.).

## Népesség
A település népességének változása:
| Lakosok száma | 11 966 | 11 611 | 11 631 | 11 557 | 11 624 | 11 581 |
|               | 2014   | 2017   | 2019   | 2021   | 2022   | 2023   |